# Parafia Chrystusa Króla w Międzyrzecu Podlaskim
Parafia Chrystusa Króla w Międzyrzecu Podlaskim – rzymskokatolicka parafia w Międzyrzecu Podlaskim należąca do diecezji siedleckiej.
Parafia została erygowana  w roku 1994. Kościołem parafialnym jest kościół pw. Chrystusa Króla, zbudowany  w latach 1988–1993 z inicjatywy ks. infułata mgr Kazimierza Korszniewicza w stylu współczesnego budownictwa kościelnego.

## Zasięg parafii
Do parafii należą wierni z Międzyrzecza Podlaskiego, mieszkający przy ulicach: Drohickiej, Piwnej, Ogrodowej, Leśnej, Stodolnej, Zachodniej, Zarówie (część), Zaścianki, Zawadki, Balladyny, Kordiana, kard. Stefana Wyszyńskiego, Brzeskiej (część), osiedla przy ul. Brzeskiej.

## Duszpasterze
Proboszcz:
- ks. mgr Roman Banasiewicz (od 01.07.2019)

Wikariusz:
- ks. dr Radosław Szucki (od 01.12.2020)

Rezydenci:
- ks. kanonik mgr Jerzy Domański (od 01.07.2019, proboszcz 2011–2019)
- ks. Zbigniew Maksymiuk (od 01.08.2013)
- ks. mgr lic. Krzysztof Korolczuk (od 01.11.2021)